# Auryn
Gli Auryn sono stati una boy band spagnola attiva dal 2009 al 2016 e formata da Blas Cantó Moreno, Daniel Fernández Delgado, Álvaro García-Gango Guijarro, David Martín Lafuente e Carlos Pérez Marco.

## Carriera
Gli Auryn sono saliti alla ribalta con la loro partecipazione a Destino Eurovisión, il processo di selezione del rappresentante spagnolo per l'Eurovision Song Contest 2011. Delle tre canzoni che hanno presentato (Evangeline, El sol brillará e Volver), l'ultima ha conquistato il podio nella finale.
Poco dopo la competizione, hanno pubblicato il loro singolo di debutto Breathe in the Light, che ha anticipato l'album Endless Road, 7058 ad ottobre 2011. Il disco ha raggiunto la 4ª posizione in classifica in Spagna. Il loro secondo disco Anti-Heroes, uscito nel 2013, ha conquistato la vetta della classifica degli album ed è stato certificato disco di platino per aver venduto più di 40 000 copie a livello nazionale.
Gli Auryn hanno conquistato un secondo album numero uno nel 2014 con Circus Avenue, certificato disco d'oro e anticipato dal singolo Puppeteer, che è diventato il loro maggiore successo, trascorrendo ventuno settimane nella top 50 spagnola e conquistandone la vetta. Nel 2015 il loro quarto album Ghost Town è diventato il loro terzo numero uno in Spagna, nonché il loro secondo disco d'oro con più di 20 000 copie vendute.
Il 28 luglio 2016 hanno annunciato il loro scioglimento; i cinque membri hanno intrapreso carriere da solisti. In particolare, Blas Cantó è stato selezionato come rappresentante spagnolo all'Eurovision Song Contest 2020 e 2021.

## Formazione
- Blas Cantó Moreno (Ricote, 26 ottobre 1991)
- Daniel Fernández Delgado (Alcázar de San Juan, 11 dicembre 1991)
- Álvaro García-Gango Guijarro (Alcalá de Henares, 2 ottobre 1989)
- David Martín Lafuente (Pinos Puente, 3 maggio 1988)
- Carlos Pérez Marco (Alicante, 4 febbraio 1991)

## Discografia

### Album in studio
- 2011 – Endless Road, 7058
- 2013 – Anti-Heroes
- 2014 – Circus Avenue
- 2015 – Ghost Town

### Singoli
- 2011 – Breathe in the Light
- 2011 – Last Night on Earth
- 2012 – I Don't Think So
- 2012 – Don't Give Up My Game
- 2012 – 1900
- 2012 – I Met an Angel (on Christmas Day)
- 2013 – Cuando te volveré a ver
- 2013 – Heartbreaker
- 2013 – Make My Day
- 2013 – Breathe Your Fire
- 2014 – Puppeteer
- 2014 – Saturday I'm in Love
- 2014 – Get Ya Flowers/Pillow Talk
- 2015 – I'll Reach You
- 2015 – Electric
- 2016 – Who's Loving You (feat. Anastacia)